# Houston Livestock Show and Rodeo
Lo Houston Livestock Show and Rodeo, chiamato anche RodeoHouston, è la maggiore mostra di bestiame e competizione di rodeo del mondo.
Di cadenza annuale, questo rodeo è uno degli eventi sportivi più importanti del Nord America. Nel 2007 il Rodeo ha attirato 2 milioni di spettatori, che hanno richiesto l'intervento di oltre 25.000 volontari e di più di 100 associazioni diverse.
Inoltre, negli anni il rodeo ha attirato alcuni dei massimi esponenti dell'industria musicale al mondo, tra i quali figuranoː Beyoncé, Bob Dylan, Selena, Elvis Presley, Ariana Grande, Kiss, Demi Lovato, Blink-182, Kelly Clarkson, Bon Jovi, Taylor Swift, Gwen Stefani, John Legend, Gene Autry, Janet Jackson e Kendrick Lamar. In particolare il Rodeo ha rappresentato una grande fonte d'ispirazione per Beyoncé, che si è avvicinata al genere country nel suo album Cowboy Carter proprio grazie all'evento.

## Storia
Nel 1931 lo Houston Fat Stock Show and Liveshow Exposition fu creato dopo che sette uomini, tra i quali vi era James W. Sarthelle, un gestore di un recinto per il bestiame di Sealy (Texas), si incontrarono per pranzo al Texas State Hotel con l'obiettivo di preservare l'industria del bestiame lungo la costa del golfo del Texas. Nel 1932 si tenne il primo Rodeo in assoluto, alla Democratic Convention Hall prima che essa venisse demolita nel 1937. Nel 1938 il luogo dove si tenne il Rodeo fu perciò il Sam Houston Coliseum.
Per tutti gli anni '50, influenti leader locali sostennero che la città dovesse acquisire una squadra sportiva professionistica di rodeo, perciò nel 1957 la legislatura dello stato del Texas concesse alla contea di Harris la possibilità di emettere obbligazioni per finanziare un nuovo stadio. Inoltre, nel 1954, l'Houston Rodeo ottenne il riconoscimento della RCA (ora PRCA – Professional Rodeo Cowboy's Association).
Nel 1961 l'evento venne rinominato "Houston Livestock Show and Rodeo".
Negli anni '90, lo spettacolo venne esteso a 20 giorni, e nella sera di ognuno venne inserito una corsa, sancito dalla Professional Rodeo Cowboys Association (PRCA). Da quel momento, e soprattutto dagli anni '00 in poi, il Rodeo acquisì fama mondiale e nel 2005 arrivò ad attirare oltre un milione di spettatori.
In particolare, nel 2016 il Rodeo ha raggiunto il picco di partecipanti, con un pubblico di circa 2,5 milioni persone provenienti da tutto il mondo. Quell'anno Houston ha registrato un fatturato di oltre 133,35 milioni di dollari spesi solo in biglietti e attrezzature.
L'unico anno in cui il Rodeo è stato cancellato è stato il 2021, per via della pandemia di COVID-19, per poi riprendere dall'anno seguente.

## L'evento

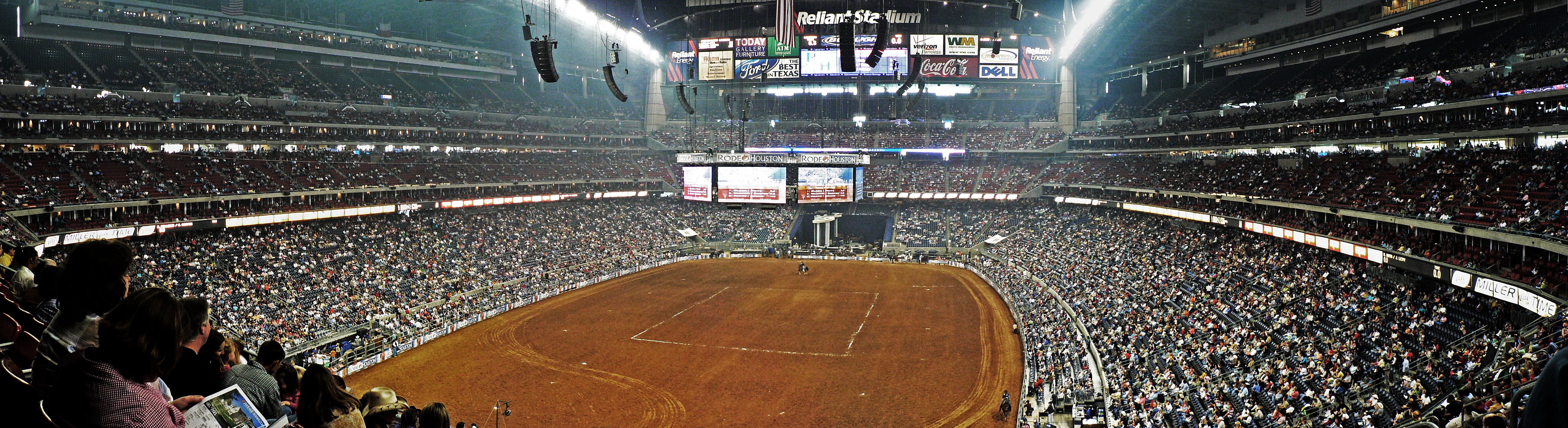
Interno del Reliant Stadium, dove si svolge la gara di rodeo.

Di cadenza annuale, l'evento fa parte del circuiti di rodeo organizzato dalla Professional Rodeo Cowboys Association (PRCA). Solitamente il rodeo si tiene tra febbraio e marzo e vi prendono parte circa 300 atleti. Dal 2003 si tiene all'NRG Stadium di Houston.
È stato calcolato che annualmente il RodeoHouston frutta alla città di Houston un totale di oltre 500 milioni di dollari, pari a quanto frutta il Super Bowl alla città in cui è ospitato. Inoltre, dal 1932, l'HLSR vanta di aver donato in beneficenza oltre 430 milioni di dollari.

### Momenti salienti
La città di Houston celebra ogni anno l'avvento di questo evento con il "Go Texan Day", in cui tutti i residenti sono invitati a vestirsi in abiti western tradizionali del Texas il venerdì prima dell'inizio del rodeo.

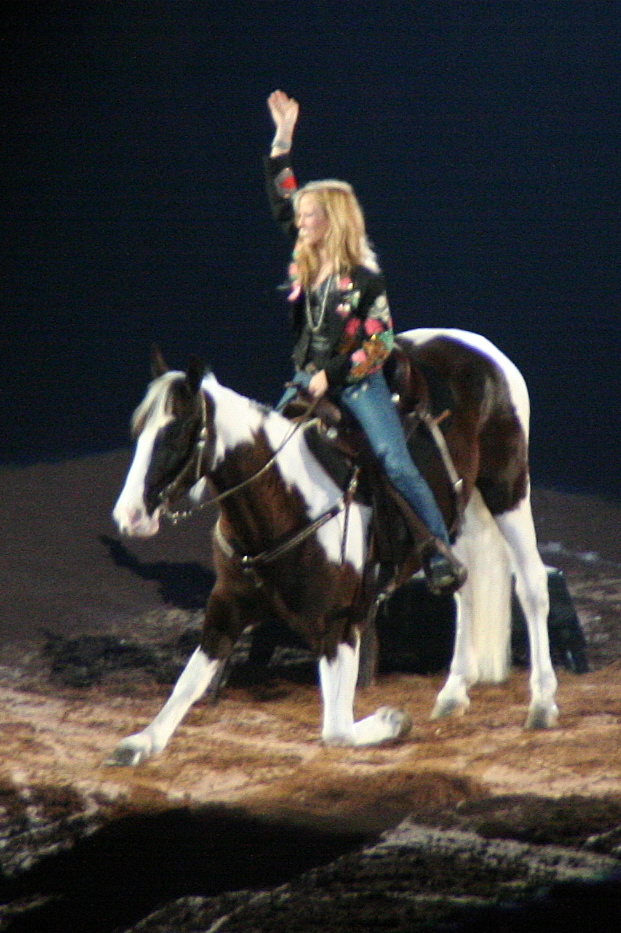
Sheryl Crow al Rodeo nel 2007

Il venerdì segue la tradizionale "passeggiata a cavallo", ovvero una sfilata di cowboy che si tiene dal 1952 ed è considerata la vigilia del rodeo. La sfilata percorre circa 4,8 km (3 miglia statunitensi) all'ora, e raggiunge i 27 km (17 miglia) al giorno. Ogni anno alla sfilata si tengono 13 passeggiate ufficiali, per un totale di circa 3000 partecipanti.
L'inizio ufficiale dello spettacolo è l'annuale "Rodeo Parade", che si tiene ogni anno il sabato prima dell'inizio del Rodeo e attraversa il centro della città di Houstonː la parata è strutturata in maniera simile ad un carnevale, con la presenza della banda e di carri allegorici.
Poi inizia l'evento vero e proprio. Il Rodeo dura 20 giorni, e comprende tutte le specialità tradizionali dello sport e del Texas, ovvero rodeo da campionato, gare di bestiame, concerti, un carnevale, corse di maiali e barbecue.
Inoltre questo è un torneo attraverso il quale è possibile guadagnare punti per raggiungere la National Finals Rodeo (NFR), la finale nazionale che incorona i migliori atleti in ciascuna specialità.
Il montepremi totale del Rodeo è di circa 2.180.000 dollari, e a ciascun vincitore della propria specialità sono assegnati 50'000 dollari oltre alla tradizionale cintura da cowboy personalizzata. Dal 2024 il premio in denaro per i singoli vincitori è salito a 65'000 dollari.

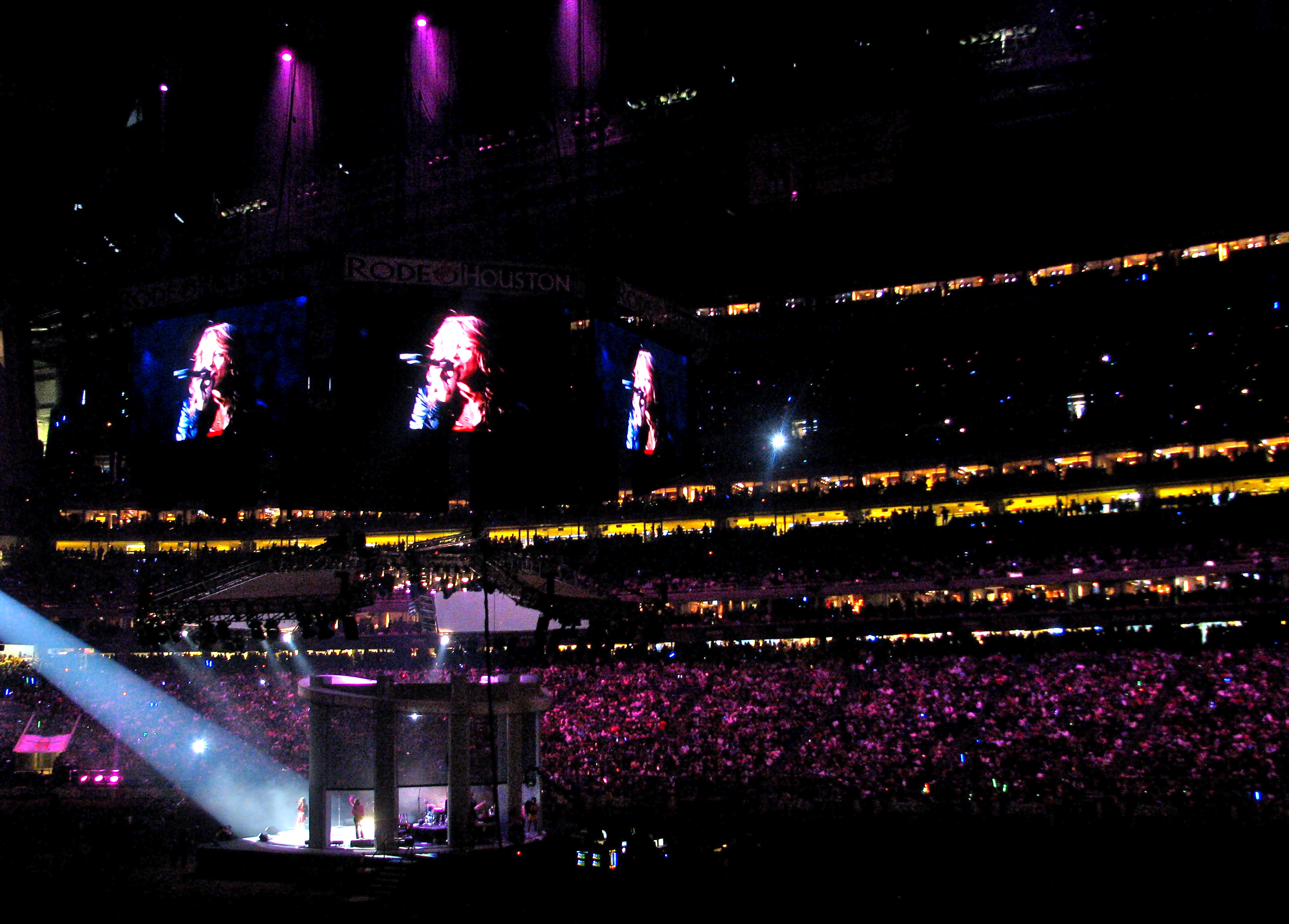
Il concerto di Hannah Montana tenutosi al Rodeo nel 2008

## Concerti
A margine della festa ogni anno si esibiscono anche numerosi cantanti di fama mondiale. Tra quelli che si sono esibiti qui si ricordano Bob Dylan nel 2002, Demi Lovato affiancata dai Jonas Brothers, Hannah Montana nel 2008, Selena, Beyoncé nel 2024, Elvis Presley, George Strait, Reba McEntire, Garth Brooks, Willie Nelson e Lynyrd Skynyrd.